# Jean Delorme
Pour les articles homonymes, voir Delorme.
Jean Delorme (à Vulbens le 17 juin 1920 - à Annecy le 30 août 2005) est un bibliste français.

## Biographie
Il est tenu pour « l'un des fondateurs de l'exégèse structurale moderne ».